# Tenardit
Tenardit je mineralni brezvodni natrijev sulfat (Na2SO4), ki se pojavlja v suhih evaporitnih okoljih, suhih podzemnih jamah, starih rudnikih in  kot oprh ali skorjasta sublimatna obloga v okolici fumarol. Odkrili so ga tudi v vulkanskih jamah na Etni. 
Prvič so ga opisali leta 1825 v rudnikih soli Espartinas pri Madridu, Španija, in ga imenovali po francoskem kemiku Louisu Jacquesu Thénardu (1777–1826).
Kristalizira v ortorombskem kristalnem sistemu in pogosto tvori rumenkaste, rdečkaste do sivo bele prizmatične kristale, čeprav je običajno masiven. V kratkovalovni in dolgovalovni ultravijolični svetlobi fluorescira belo.
V vlažnem okolju absorbira vlago in se postopoma pretvori v mineral mirabilit (Na2SO4•10H2O).